# Kabinett Yoshida I
Das 1. Kabinett Yoshida (jap. 第1次吉田内閣 daiichiji Yoshida naikaku) regierte Japan unter Führung von Premierminister Yoshida Shigeru ab dem 22. Mai 1946, in dieser Form bis zu Kabinettsumbildung am 31. Januar 1947. Aus den Wahlen zum Shūgiin, dem Unterhaus, am 10. April 1946 war die Liberale Partei Japans von Hatoyama Ichirō als stärkste Partei hervorgegangen. Dieser konnte jedoch wegen des im April 1946 verhängten Ämterverbots der Besatzungsbehörden (SCAP) sein vom Tennō erteiltes Mandat, als Premierminister die Regierung zu bilden, nicht erfüllen. Auf Wunsch Hatoyamas übernahm Yoshida Shigeru den Parteivorsitz und die Regierungsbildung. Yoshida wurde am 16. Mai 1946 vom Tennō mit der Regierungsbildung betraut und bildete eine Koalition mit der „Fortschrittspartei Japans“ (Nihon Shinpotō). Die Staatsminister wurden am 22. Mai 1946 ernannt.
| Amt | Name                              | Kammer    | Fraktion/Partei           |
| --- | --------------------------------- | --------- | ------------------------- |
| Premierminister Außenminister Erster Demobilisierungsminister bis 15. Juni 1946 Zweiter Demobilisierungsminister bis 15. Juni 1946                                    | Yoshida Shigeru                   | Oberhaus  | Liberale Partei Japans    |
| Innenminister | Ōmura Seiichi                     | —         | —                         |
| Finanzminister | Ishibashi Tanzan                  | Unterhaus | Liberale Partei Japans    |
| Staatsminister bis 15. Juni 1946 Leiter der Demobilisierungsbehörde ab 15. Juni 1946                                                                                  | Baron Shidehara Kijūrō            | Oberhaus  | Fortschrittspartei Japans |
| Justizminister | Kimura Tokurō                     | —         | —                         |
| Bildungsminister | Tanaka Kōtarō                     | —         | —                         |
| Minister für Gesundheit und Soziales | Kawai Yoshinari                   | Oberhaus  | Dōseikai                  |
| Minister für Landwirtschaft und Forsten | Wada Hiroo                        | —         | —                         |
| Minister für Handel und Industrie | Hoshijima Nirō                    | Unterhaus | Liberale Partei Japans    |
| Verkehrsminister | Hiratsuka Tsunejirō               | Unterhaus | Liberale Partei Japans    |
| Staatsminister bis 1. Juli 1946 Kommunikationsminister ab 1. Juli 1946                                                                                                | Hitotsumatsu Sadayoshi            | Unterhaus | Fortschrittspartei Japans |
| Staatsminister bis 12. August 1946 Leiter des „Hauptamts für wirtschaftliche Stabilität“ (経済安定本部) ab 12. August 1946 Leiter der Preisbehörde ab 12. August 1946 | Zen Keinosuke                     | Oberhaus  | Kenkyūkai                 |
| Staatsminister bis 28. Oktober 1946 Leiter der „Untersuchungsabteilung für die Verwaltung“ (行政調査部総裁) ab 28. Oktober 1946                                       | Saitō Takao                       | Oberhaus  | Fortschrittspartei Japans |
| Staatsminister | Uehara Etsujirō Kanamori Tokujirō | Oberhaus  | Dōseikai                  |